# Fresa
Fresa (što na španjolskom znači jagoda) je termin koji se često koristi u slengu u Meksiku za kulturološki stereotip površnosti mladih ljudi koji u velikom broju dolaze iz obitelji iz višeg ili visokog društva i naobrazbe.
Termin fresa je nastao u 60-im godinama 20. stoljeća kako bi se definiralo tinejdžere, tj. adolescente s konzervativnim mentalitetom koji nisu pili i koji su uživali što potječu iz tradicionalnih obitelji. Tijekom 80-ih godina 20. stoljeća značenje se promijenilo te je postao termin koji opisuje životni stil mladih i bogatih.